# موکرووشه
موکرووشه (به چکی: Mokrouše) یک منطقهٔ مسکونی در جمهوری چک است که در ناحیه پلزن-سیتی واقع شده‌است. موکرووشه ۲٫۷۵ کیلومتر مربع مساحت و ۲۶۲ نفر جمعیت دارد و ۳۹۸ متر بالاتر از سطح دریا واقع شده‌است.